# Hartmut Lauenroth
Hartmut Lauenroth (* 1. Februar 1950 in Osterhausen; † 7. Juni 2020) war ein deutscher Historiker, der als wissenschaftlicher Oberassistent an der Karl-Marx-Universität Leipzig tätig war.

## Leben
1978 promovierte Hartmut Lauenroth an der Sektion Geschichte der Karl-Marx-Universität Leipzig mit der Dissertation A zum Dr. phil. Das Thema der Dissertation lautete Die Herausbildung von neuen Bündnisbeziehungen zwischen den Sowjetrepubliken in der Periode von 1917 bis 1922 und ihre Bedeutung für die Entstehung internationalistischer Beziehungen zwischen der UdSSR und den Volksdemokratien (Polen und Tschechoslowakei) in dem Zeitraum 1944 bis 1948. Auch in den folgenden Jahren befasste er sich mit der Geschichte der Anfangsjahre der Union der Sozialistischen Sowjetrepubliken und habilitierte im Jahre 1986 ebenfalls an der Karl-Marx-Universität Leipzig mit der Dissertation B zum Thema Zur Errichtung der Sowjetmacht in der Ukraine, in Belorussland, in Moldawien und in Lettland 1917/18. Ein historischer Vergleich.
Seit dem Beginn des 21. Jahrhunderts verfasste Hartmut Lauenroth eine Reihe von Wander- und Reiseführern sowie populärwissenschaftliche heimatgeschichtliche Schriften und wissenschaftliche Dokumentationen aus dem Mansfelder Land und dem Raum Halle (Saale), die meist im Verlag Schäfer in Langenbogen erschienen. Die Bände enthielten auch von ihm selbst angefertigte Fotografien. Er war außerdem u. a. Mitglied im Förderverein für Kultur und Brauchtum im Mansfelder Land und im Mansfelder Geschichts- und Heimatverein.
Er lebte in Lutherstadt Eisleben.

## Schriften (Auswahl)
- Die Herausbildung von neuen Bündnisbeziehungen zwischen den Sowjetrepubliken in der Periode von 1917 bis 1922 und ihre Bedeutung für die Entstehung internationalistischer Beziehungen zwischen der UdSSR und den Volksdemokratien (Polen und Tschechoslowakei) in dem Zeitraum 1944 bis 1948. Leipzig 1978, DNB 801175623.
- Zur Errichtung der Sowjetmacht in der Ukraine, in Belorussland, in Moldawien und in Lettland 1917/18. Ein historischer Vergleich. Leipzig 1986, DNB 861233999.
- Schloss Seeburg. Das historische Herz der Weinstraße Mansfelder Seen, mit Zeitdokumenten, Sagen, Rundgangerläuterungen, Radwanderkarte für die Umgebung und aktuellem Gastgeberverzeichnis. 2. Auflage, Schäfer, Langenbogen 2004, ISBN 978-3-938642-04-7.
- Die Schlacht am Welfesholz 1115. Schäfer, Langenbogen 2006, ISBN 3-938642-12-2.
- KZ Buchenwald – Außenlager Wansleben am See (März 1944 bis April 1945). Ohne Ortsangabe 2009.
- Zur Geschichte Seeburgs – Von den Anfängen bis zur Gegenwart. Herausgeber: Gemeinde Seeburg, 2009, ISBN 978-3-938642-47-4.
- Die Sachsenkriege unter Heinrich IV. und Heinrich V. Förderverein für Kultur und Brauchtum im Mansfelder Land e. V. 2010, ISBN 978-3-938642-50-4.
- Die friedliche Revolution 1989 in der Lutherstadt Eisleben. Eine Dokumentation. Lutherstadt Eisleben 2010, ISBN 978-3-938642-53-5.
- mit Marion Ebruy: Das Mansfelder Land. Persönlichkeiten und Ereignisse. Hrsg.: Mansfeld Bildungszentrum GmbH in Zusammenarbeit mit dem Förderverein für Kultur und Brauchtum im Mansfelder Land e. V. Mandfeld 2010, ISBN 978-3-938642-55-9.
- Burgen zwischen Saale und Harz (Auswahl). Teutschenthal 2012, ISBN 978-3-938642-59-7.
- Der 17. Juni 1953 in der Lutherstadt Eisleben. Eine Dokumentation. Lutherstadt Eisleben 2013, ISBN 978-3-938642-66-5.
- mit Anja Lauenroth: Hettstedt und seine Ortsteile. Schäfer, Langenbogen 2013, ISBN 978-3-938642-68-9.
- Die Lutherstadt Eisleben und ihre Ortsteile. Lutherstadt Eisleben 2017, ISBN 978-3-935971-88-1